# Jeff Yass
Jeffrey S. Yass (* 1958 in New York City) ist ein US-amerikanischer Unternehmer. Yass ist Mitbegründer und Geschäftsführer des in Philadelphia ansässigen Handels- und Investmentunternehmens Susquehanna International Group (SIG) und ein Hauptinvestor bei TikTok. Als registriertes Mitglied der Libertarian Party ist er ein bedeutender Parteispender der Republikaner.

## Laufbahn
Yass wurde 1958 in Queens, New York City, geboren und wuchs dort in einer jüdischen Familie auf, die der Mittelschicht angehörte. Er ist der Sohn von Gerald Yass und seiner Frau Sybil. Yass besuchte öffentliche Schulen in Queens und erwarb einen Bachelor in Mathematik und Wirtschaft an der Binghamton University. Er begann ein Wirtschaftsstudium an der New York University, das er jedoch nicht abschloss. Yass ist mit Janine Coslett verheiratet und hat vier Kinder.
In den 1970er und frühen 1980er Jahren, bevor er seine Handelsfirma gründete, war Yass ein professioneller Glücksspieler, der bei Poker- und Pferdewetten hohe Summen gewann. Er wurde 1981 Händler am Philadelphia Stock Exchange und gründete 1987 mit einigen Partnern die Susquehanna International Group (SIG), den größten Händler liquider Aktien in den USA. SIG besitzt Anteile an hunderten Unternehmen weltweit.
Im September 2023 berichtete das Wall Street Journal, dass Yass, ein Investor der TikTok-Muttergesellschaft ByteDance sich gegen ein Verbot von TikTok in den USA ausgesprochen habe. Nachdem Yass und Donald Trump im März 2024 bei einer Veranstaltung des Clubs for Growth zusammengetroffen waren, wechselte Trump von der Befürwortung eines Verbots von TikTok zur Ablehnung eines Verbots. Zur gleichen Zeit kaufte Yass's SIG einen beträchtlichen Anteil an der Digital World Acquisition Corp (DWAC) und verschaffte Trump damit einen massiven Geldzufluss in einer Zeit, in der er mit steigenden Rechtskosten konfrontiert war. DWAC fusionierte 2024 mit Trump Media, dem Unternehmen, das Trumps soziales Netzwerk Truth Social betreibt.

## Politische Aktivitäten
Jeff Yass ist ein bedeutender Parteispender und setzt sich für wirtschaftsliberale, konservative und libertäre Politik ein. Ein besonderes Anliegen von ihm ist School Choice, also ein weitgehend privatisiertes Bildungswesen, mit einer „großen Auswahl“ für Eltern. Von 2010 bis 2022 spendete Yass 41,7 Millionen Dollar an das Political Action Committee (PAC) Students First. Yass war Mitbegründer des PAC, das die School-Choice-Bewegung unterstützt. Im Jahr 2002 wurde er Mitglied des Exekutivbeirats des Cato Instituts.
2015 spendete Yass 2,3 Millionen Dollar an einen Super-PAC, der Rand Pauls Präsidentschaftskandidatur unterstützte. Im Wahlzyklus 2020 gehörte Yass zu den zehn größten politischen Spendern in den Vereinigten Staaten und spendete 25,3 Millionen Dollar, die allesamt an republikanische Kandidaten gingen.
Im März 2024 war er der größte Spender im US-Wahlzyklus 2024 und hat 46 Millionen Dollar an republikanische Gruppen und Kampagnen gespendet, vor allem an Gruppen, die sich für die School Choice einsetzen, und an Rivalen von Donald Trump. So spendete er u. a. an Ron DeSantis und Vivek Ramaswamy. Nach einer indirekten Investition von Yass in Trumps Wahlkampf scheinen beide allerdings Verbündete geworden zu sein.
In Israel soll Yass laut Informationen der Zeitung Haaretz von 2021 rechtskonservative politische Denkfabriken mit Geldern unterstützt haben, welche einen Ausbau israelischer Siedlungen und eine libertäre Wirtschaftspolitik fordern. Im April 2024 berichtete The Guardian, dass Jeff Yass 16 Millionen Dollar an anti-muslimische und pro-israelische Gruppen gespendet habe.

## Vermögen
Im Juli 2024 betrug sein Vermögen 28,5 Milliarden US-Dollar. Er war 2023 die reichste Person in seinem Heimatstaat Pennsylvania.
Im Jahr 2022 stellte eine Untersuchung von ProPublica auf der Grundlage einer Überprüfung von Steuererklärungen, Gerichtsdokumenten und Wertpapierunterlagen fest, dass Yass mithilfe von Susquehanna-Handelsstrategien, die „die gesetzlichen Grenzen ausreizen“, um die Steuerschuld zu verringern, an Steuervermeidung beteiligt war. Zwischen 2013 und 2018 konnte er so die Zahlung von Steuern in Höhe von einer Milliarde US-Dollar vermeiden.

## Philanthropie
Nach den Terroranschläge am 11. September 2001 spendete Yass Geld an die Port Authority of New York and New Jersey, ⁣⁣um die Opfer und Helfer der Katastrophe zu unterstützen. Yass hat an verschiedene Hilfsorganisationen gespendet, darunter an Save the Children und an das Franklin Institute.
Gemeinsam mit seiner Frau hat er einen Preis für „nicht-traditionelle Bildung“ vergeben. Im Jahr 2022 wurden im Rahmen des Yass Prize for Sustainable, Transformational, Outstanding, and Permissionless Education über 20 Millionen Dollar vergeben, darunter ein Hauptpreis in Höhe von 1 Million Dollar an eine Charterschule in Arizona für autistische Kinder mit individualisierten Lernprogrammen.